# جوسكاران
جوسكاران هي مدينة، في هندوراس، تقع في إدارة بارايسو، بلغ عدد سكانها 11,396 نسمة.